# Ophiomyia congregata
Ophiomyia congregata är en tvåvingeart som först beskrevs av Malloch 1913.  Ophiomyia congregata ingår i släktet Ophiomyia och familjen minerarflugor. Inga underarter finns listade i Catalogue of Life.